# Andogno
Andogno è una frazione del comune di San Lorenzo Dorsino in provincia autonoma di Trento. Dista poche centinaia di metri dalla frazione di Tavodo insieme alla quale costituisce parrocchia unica.

## Storia

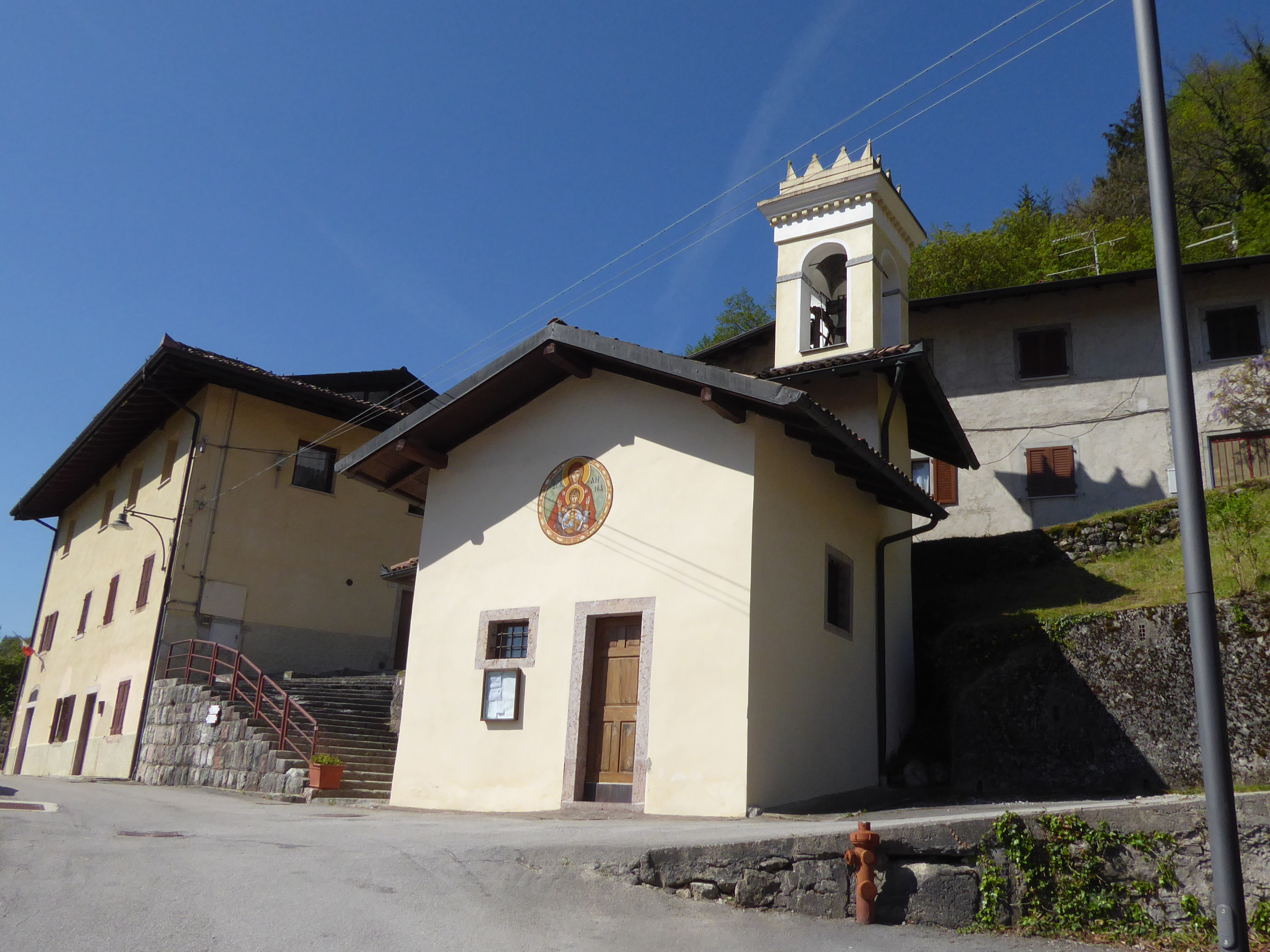
La chiesetta di Sant'Anna

Il 9 novembre 1862 il paese venne colpito da un incendio.
Già comune autonomo in epoca asburgica, nel 1920, in seguito all'annessione della Venezia Tridentina al Regno d'Italia, Andogno divenne un comune italiano. Nel 1928 venne aggregato al comune di San Lorenzo in Banale. Successivamente, nel 1954, fu distaccato insieme a Tavodo e Dorsino per la ricostituzione del comune di Dorsino. Nel 2015 
entrò a far parte del comune di San Lorenzo Dorsino in seguito alla fusione, decisa dopo referendum, con il comune di San Lorenzo in Banale.